# Johannes Moesus
Johannes Moesus (* 8. Oktober 1955 in Northeim) ist ein deutscher Dirigent.

## Leben
Nach Studienjahren an den Musikhochschulen von Hannover, Frankfurt am Main und Wien bei Karl Österreicher und Franco Ferrara arbeitete Moesus mit vielen nationalen und internationalen Orchestern zusammen, u. a. mit dem Radio-Sinfonieorchester Stuttgart des SWR, mit dem Rundfunkorchester Kaiserslautern des SWR, mit dem Berner Symphonieorchester, mit dem Spanischen Nationalorchester Madrid, mit dem Stuttgarter Kammerorchester, dem Zürcher Kammerorchester und dem Orchestre de Chambre de Lausanne.
Von 2012 an bis September 2019 war er Chefdirigent des Bayerischen Kammerorchesters (BKO) in Bad Brückenau.
Im Rahmen des von Moesus verantworteten Themenschwerpunktes „Ludwigsluster Klassik“ der Festspiele Mecklenburg-Vorpommern arbeitet er seit 2006 regelmäßig mit dem NDR Chor und dem Mecklenburgischen Barockorchester „Herzogliche Hofkapelle“ zusammen.
Moesus ist seit 1997 Vorsitzender der Rosetti-Gesellschaft e.V. und künstlerischer Leiter der im Jahr 2000 von ihm gegründeten Rosetti-Festtage im Ries. Mit dieser Aufgabe setzt er sich für die Wiederaufführung von Werken von Antonio Rosetti und seinen Zeitgenossen der Frühklassik ein.
Moesus engagiert sich erfolgreich in musikpädagogischer Absicht. Schon in den frühen 1990er Jahren präsentierte er Gesprächskonzerte und machte sich einen Namen bei der Moderation eigener Konzerte. Zum musikpädagogischen Engagement gehört auch die langjährige Zusammenarbeit mit dem Orchester Göttinger Musikfreunde (OGM).

## Diskographie
Unter dem Dirigat von Moesus sind ca. 30 CD-Einspielungen erschienen. Darunter befinden sich Werke von Antonio Rosetti, Wolfgang Amadeus Mozart, Joseph Haydn, Johann Graf, Ignaz Pleyel, Johann Baptist Vanhal, Ignaz von Beecke, Jeremias Friedrich Witt, Peter von Winter, Joseph Woelfl, Franz Anton Hoffmeister, Carl Andreas Göpfert, Ernesto Cavallini, Johann Wenzel Kalliwoda,  Gioachino Rossini, Carl Reinecke.
Zahlreiche Aufnahmen sind Ersteinspielungen.